# 관중석

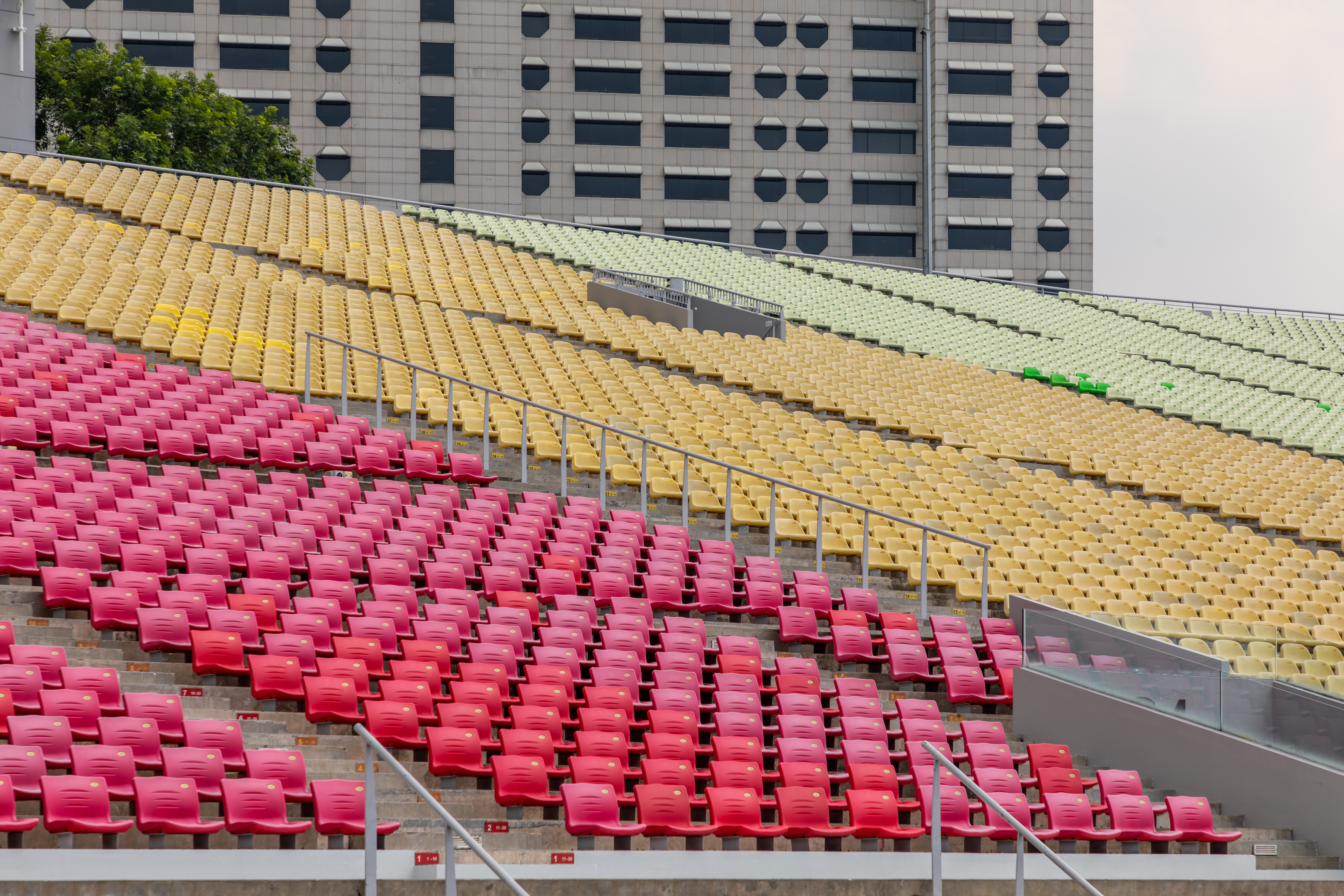

관중석은 경기장에서 스포츠를 구경하기 위한 사람들이 있는 자리이다. 관중석으로 지정된 곳에는 스포츠 관람객을 위한 의자와 공간이 마련되어 있다. 

## 특징
관중석은 경기장에서 스포츠를 구경하러 온 사람들을 위한 자리로, 관중석으로 지정된 곳에는 스포츠 관람객을 위한 의자와 공간이 마련되어 있다. 또한 프로 스포츠 구단이 직접 사용하는 경기장의 관중석에는 각종 프로 스포츠의 구단을 좋아하는 팬들의 응원단을 위한 공간도 마련되어 있다. 프로 스포츠 구단들이 운영하는 경기장의 관중석으로 입장할 때는 입장료를 받기도 한다.
일부 프로 스포츠 구단들이 운영하는 경기장의 관중석 공간에는 매장 등을 만들어 관중들한테 먹거리 등을 판매하기도 한다. 또한 프로 스포츠 구단들이 운영하는 일부 경기장의 관중석에 바베큐존이란 것을 운영하는 곳도 있어서 이곳에서 바베큐 등을 먹을 수도 있다. 또한 프로 스포츠 구단들이 운영하는 경기장의 일부에서 운영하는 관중석은 패밀리존이라고 하여 가족끼리 온 사람들을 위한 공간이 마련되어 있는 관중석도 있다.

## 같이 보기
- 스포츠
- 경기장